# Grzebieniowiec
Grzebieniowiec (Ctenidium (Schimp.) Mitt.) – rodzaj mchu należący do rodziny gajnikowatych (Hylocomiaceae M. Fleisch.). Liczy około 21 gatunków szeroko rozpowszechnionych na świecie, występujących w strefie umiarkowanej i tropikalnej, z koncentracją w południowo-wschodniej Azji.

## Systematyka i nazewnictwo
Synonimy: Hypnum subg. Ctenidium Schimp.
Gatunki (wybór):
- Ctenidium andoi N. Nishim.
- Ctenidium capillifolium (Mitt.) Broth.
- Ctenidium ceylanicum Cardot
- Ctenidium elegantulum Broth.
- Ctenidium floribundarioides Tosco & Piovano
- Ctenidium hastile (Mitt.) Lindb.
- Ctenidium homalophyllum Broth. & Yasuda ex Iisiba
- Ctenidium hondurense E.B. Bartram
- Ctenidium luzonense Broth.
- Ctenidium lychnites (Mitt.) Broth.
- Ctenidium malacobolum (Müll. Hal.) Broth.
- Ctenidium malacodes Mitt.
- Ctenidium molluscum (Hedw.) Mitt. – grzebieniowiec piórkowaty
- Ctenidium novoguineense N. Nishim.
- Ctenidium percrassum Sakurai
- Ctenidium pinnatum (Broth. & Paris) Broth.
- Ctenidium plumicaule M. Fleisch.
- Ctenidium polychaetum (Bosch & Sande Lac.) Broth.
- Ctenidium pubescens (Hook. f. & Wilson) Broth.
- Ctenidium pulchellum Cardot
- Ctenidium schofieldii N. Nishim.
- Ctenidium serratifolium (Cardot) Broth.
- Ctenidium stellulatum Mitt.

## Ochrona
Od 2014 r. gatunek grzebieniowiec piórkowaty jest objęty w Polsce częściową ochroną gatunkową.